# Bengal

Położenie na mapie

Bengal – kraina historyczna w Azji Południowej, we wschodniej części Niziny Hindustańskiej, nad Zatoką Bengalską. Zachodnia część Bengalu leży w Indiach (stan Bengal Zachodni), a wschodnią stanowi Bangladesz.
Powierzchnia wynosi około 215,5 tysiąca km², a zamieszkuje ją około 235 milionów ludzi (2003), głównie Bengalczycy. Największe miasto tego regionu to Kolkata w Indiach.
Bengal leży na terenie gęstej sieci rzecznej i kanałów nawadniających delty Gangesu i Brahmaputry. Często występują tu katastrofalne powodzie i cyklony tropikalne. Uprawia się głównie jutę, ryż, trzcinę cukrową i herbatę.